# 大野倫
大野 倫（おおの りん、1973年4月3日 - ）は、沖縄県うるま市出身の元プロ野球選手（外野手）。現在は「野球未来プロジェクト」を運営する、NPO法人野球未来Ryukyuの理事長を務める。

## 経歴

### アマチュア時代
沖縄水産高等学校では、2年生の夏に外野手として第72回高校野球選手権大会に出場。決勝戦では南竜次を擁する天理高校に0-1と惜敗したものの、沖縄県勢として初の準優勝を果たす。このため県民の期待は高まり、2年秋からエースで四番となると大きなプレッシャーを感じたという。3年の春、ダブルヘッダーの練習試合で2試合18イニングを完投した2日後、ブルペンでの投球練習中に右ひじが音を立て激痛が走った。しかし、周囲にはこのことを隠し、通院すれば試合に出場できなくなるため治療せずに練習を続けた。なお、エースの座を争った同級生は夏の県大会が始まる直前に高熱をおして練習試合に登板したが、試合後に急性腎盂炎のため入院している。
県大会では医者の警告を受けながら痛み止めの注射を打って登板し、第73回高校野球選手権大会への出場を決めた。県大会の優勝後は喜びよりも安堵感の方が強かったという。本大会では2回戦の対明徳義塾戦ですでに本来の制球力がない状態だったが、有力な控え投手がいないため決勝まで6試合全てで完投し、3回戦以降は4連投となった。大会中も泊まりがけで佐賀県の整体師を訪ねるほど満身創痍だったが、「お前と心中するぞ」という栽弘義監督の信頼に応えるために投げ続けた。「沖縄県勢初の夏制覇」の期待がかかる中で登板した大阪桐蔭との決勝戦では萩原誠に本塁打を浴びるなど、13失点で敗れた。毎日、栽監督のマッサージを受け、6試合で36失点しながら773球を投げ抜いたが、この決勝戦が大野の最後のマウンドとなった。大会後、右ひじの疲労骨折と診断され、手術を受けたところ剥離骨折した親指の爪ほどの骨片が複数摘出された。
高校卒業後は九州共立大学に進学。故障のため投手は続けられなかったが、高校通算18本塁打の長打力を活かして外野手に転向した。また、ひじは曲がったままだったものの、在学中に遠投で100mは投げられるまでに回復した。1年春から福岡六大学リーグにDHとして出場し、秋は外野手として打率.450、4本塁打、10打点の成績を残している。翌1993年2月には最年少の日本代表メンバーとしてアジア選手権に参加し、3年後のアトランタ五輪代表候補としても期待されていた。
2年春のリーグ戦では四番を務めて4割を超える打率でリーグ優勝に貢献し、全日本選手権では朝日大学との1回戦で2ランホームランを放っている。同年の日米大学野球とユニバーシアードでは日本代表に選ばれた。4年生になると主将を任され、同年の日米大学野球では代表に復帰している。福岡六大学リーグ新記録の通算18本塁打を放ち、1995年のドラフト会議で巨人から5位で指名され入団。契約金と年俸はそれぞれ7,000万円、960万円（いずれも推定）だった。最優秀選手、首位打者1回、本塁打王2回、ベストナイン4回。大学では1年後輩に同じ外野手の柴原洋（ダイエー時代も同僚）がいた。

### プロ野球選手時代
1996年（1年目）はジュニアオールスターに先発出場した。
1997年には一軍でスタメン出場も果たした。
1999年は一軍の控え外野手として自己最多の11試合に出場し、オフには180万円増の年俸1,180万円（推定）で契約を更改している。
2000年は一軍で初本塁打を放ち、10月7日には地元・沖縄の浦添市民球場で開催されたファーム日本選手権に先発出場した。同年の日本シリーズでは出場選手として登録されたが、試合への出場はなかった。シリーズ後の11月18日に吉永幸一郎との交換トレードが決まり、12月23日に追加された佐藤誠とともにダイエーへ移籍した。
2002年6月には二軍のチーム内でその月に最も活躍した選手に贈られる雁鷹賞を受賞したが、一軍での出場はなく同年限りで退団、トライアウトを受験したが採用球団はなかった。

### 現役引退後
自動車メーカー勤務や、母校の九州共立大学職員（沖縄事務所勤務）を経て、NPO法人野球未来.Ryukyuの理事長を務め、その傍ら出身地のうるま市でボーイズリーグの「うるま東ボーイズ」を指導し、球数制限など健康管理に配慮している。沖縄セルラースタジアム那覇でプロ野球公式戦が行われる際は琉球放送制作の中継で解説を行う年があるほか、ラジオ沖縄で「夢を語れ!大野倫のフィールド・オブ・ドリームス」（日曜 16:00 - 16:30）のパーソナリティもつとめている。
2022年より沖縄で開催されているジャパンウィンターリーグのゼネラルマネジャーに就任。

## 選手権大会での登板と故障

### 高野連の反応
故障のため選手権大会の閉会式の行進でも130度に曲がったままの大野の右ひじは痛々しさを感じさせ、大会の過酷な日程には批判も寄せられた。高野連会長の牧野直隆は大阪大学医学部の越智隆弘に相談し、連投が美談とされていた風潮の中で1993年の第75回高校野球選手権大会から投手の肩やひじの関節検査を試験的に導入し、翌年から本格導入された。また1993年に高野連は投手複数制を加盟校に奨励し、これを受けて後にベンチ入り選手数も増加している。
1999年の第71回選抜高等学校野球大会では、同県の沖縄尚学が決勝戦に進出するが、前日の準決勝・PL学園で延長12回、200球以上投げたエース・比嘉公也（後に沖縄尚学野球部監督）を登板させず、控え投手の照屋正悟が登板。結果、決勝の水戸商では7-2と快勝し、念願の沖縄県勢初の全国制覇を果たした。一方で、2010年に沖縄県勢として初の春夏連覇（第82回選抜高等学校野球大会・第92回高校野球選手権大会）を達成した興南は、島袋洋奨を軸に三本柱で大会に臨んだものの、島袋が中1日で4連投するなど過酷な登板はなくなっていない。

### 沖縄水産高校野球部監督・栽弘義への思い
大野が高校卒業後の1993年（当時・九州共立大学在学中）に二宮清純の取材を受けたときには、「いつか監督を殺してやる。毎日そればっかり考えていました。1日として監督を恨まない日はなかった。高校野球の思い出といっても辛いものばかり…。残念なことに3年間の高校生活で楽しいと思ったことは一度もなかったですね」と答えた。また、監督の叱声以上に、県予選で肘をかばって変化球を多投した時にチームメイトに「オマエのせいで甲子園行けんかったら、一生恨んでやるからな」と罵倒されたことにショックを受けたという。
しかし、栽の死後である2010年に受けた取材では、大野は大阪桐蔭高校との決勝戦敗退に関して、「悔しさは全く無く『やっと終わった』という安堵感が強かった」と述べていた。右肘の痛みに耐えながら決勝戦まで一人で投げ続けた事に関しては「これは僕と栽監督の信頼関係で成り立った話なので」と栽に対して批判する気持ちは持っておらず、さらに「栽監督がもし勝負師に徹していたのならば、（優勝するために）スパッと切って投げさせなかったと思う」とコメントしている。そして「栽監督が『ここまで来たのだから、勝ち負けに拘らず最後まで行こう』と（大野に）温情を入れてしまい、栽監督が『栽先生』になったから、全国制覇を逃してしまったのかも」と述懐していた。
また、2016年2月に東京スポーツの取材を受けた際に、前述の1993年の二宮の取材での「殺してやる」発言の件について「記事が独り歩きしてしまった。栽先生に矛先が向いてしまい、本当に申し訳なかった」「あれは記者の捏造。作り話です」「『当時こう思ったことはなかった？』と乗せられて、まるでそれが本心みたいに書かれてしまった。書いたやつこそ“いつか”って思ってます。まあ、冗談ですけど（笑い）」と否定した。また、「記事が出たとき、周囲からは散々怒られました。でも栽先生だけは『大野がこんなことを言うはずがない』と、はなから信じていなかった。救われましたね」とも振り返った。

### 登板回避問題（2019年）へのコメント
2019年7月30日に行われた第101回全国高校野球選手権岩手大会決勝戦において、プロ注目の163キロ右腕・佐々木朗希（大船渡高校、のち千葉ロッテマリーンズ）が「故障を防ぐため」という國保陽平監督の判断で登板を回避し、チームは敗れ、あと一歩のところで35年ぶりの甲子園出場を逃した。その起用法を巡っては野球関係者や評論家の間でも賛否両論が巻き起こった。(この件においては、賛否以前に準決勝で194球投じさせたことに疑問を持つ者も少なくはなかった。)この件について大野は、「勇気ある決断だったと思う。自分もそうだったが、高校球児というのはどうしても投げたいと思ってしまうもの。憧れの甲子園となれば、無理をしてしまう。あえて“予防”のためにストップをかけた監督の決断は、選手の故障には過剰なくらい気を付けなければいけないという“変革”の糸口になったという意味で、評価されるべき」と自らの見解をコメントした。

## 詳細情報

### 年度別打撃成績
| 年 度     | 球 団     | 試 合 | 打 席 | 打 数 | 得 点 | 安 打 | 二 塁 打 | 三 塁 打 | 本 塁 打 | 塁 打 | 打 点 | 盗 塁 | 盗 塁 死 | 犠 打 | 犠 飛 | 四 球 | 敬 遠 | 死 球 | 三 振 | 併 殺 打 | 打 率 | 出 塁 率 | 長 打 率 | O P S |
| --------- | --------- | ----- | ----- | ----- | ----- | ----- | -------- | -------- | -------- | ----- | ----- | ----- | -------- | ----- | ----- | ----- | ----- | ----- | ----- | -------- | ----- | -------- | -------- | ----- |
| 1997      | 巨人      | 2     | 4     | 4     | 0     | 1     | 0        | 0        | 0        | 1     | 0     | 0     | 0        | 0     | 0     | 0     | 0     | 0     | 2     | 0        | .250  | .250     | .250     | .500  |
| 1999      | 巨人      | 11    | 13    | 13    | 1     | 2     | 0        | 0        | 0        | 2     | 0     | 0     | 0        | 0     | 0     | 0     | 0     | 0     | 5     | 2        | .154  | .154     | .154     | .308  |
| 2000      | 巨人      | 5     | 5     | 5     | 1     | 1     | 0        | 0        | 1        | 4     | 1     | 0     | 0        | 0     | 0     | 0     | 0     | 0     | 0     | 0        | .200  | .200     | .800     | 1.000 |
| 2001      | ダイエー  | 6     | 11    | 9     | 0     | 1     | 0        | 0        | 0        | 1     | 1     | 0     | 0        | 0     | 0     | 2     | 0     | 0     | 4     | 0        | .111  | .273     | .111     | .384  |
| 通算：4年 | 通算：4年 | 24    | 33    | 31    | 2     | 5     | 0        | 0        | 1        | 8     | 2     | 0     | 0        | 0     | 0     | 2     | 0     | 0     | 11    | 2        | .161  | .212     | .258     | .470  |

### 記録
- 初出場：1997年8月5日、対ヤクルトスワローズ19回戦（大阪ドーム）、4回裏にバルビーノ・ガルベスの代打として出場
- 初先発出場：1997年8月10日、対中日ドラゴンズ21回戦（東京ドーム）、7番・左翼手として先発出場
- 初安打：同上、2回裏に山本昌から右前安打
- 初本塁打・初打点：2000年6月21日、対中日ドラゴンズ13回戦（ナゴヤドーム）、7回表に佐野慈紀から左越ソロ

### 背番号
- 43 （1996年 - 2002年）